# Gotha G.IV
A Gotha G.IV a Gothaer Waggonfabrik által gyártott kétmotoros nagyhatótávolságú bombázógép volt az első világháború idején.

## Fejlesztése

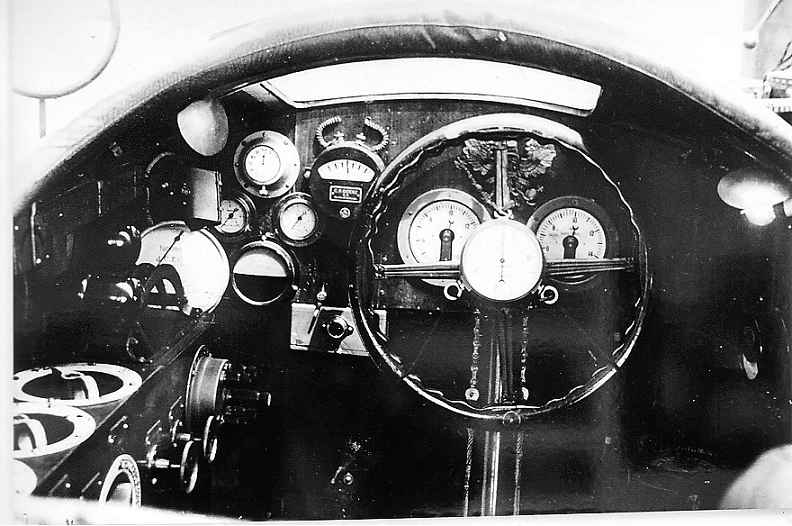
A bombázó műszerfala

A Gothai Vagongyár már 1915 óta gyártott nagyméretű repülőgépeket, melyek a Hadsereg Főparancsnokságának stratégiai bombázóezredeinél részt vettek nagy hatótávolságú bevetéseken. A G.IV-es változatot Hans Burkhard repülőgéptervező fejlesztette ki a Gotha G.III-ból. A géptörzset furnérlemezzel borította, hogy tengerre való kényszerleszállás esetén még egy jó ideig a vízfelszínen tudjon maradni. A géptörzs egy olyan alagútszerű aknajáratot kapott, mely lehetővé tette a fedélzeti lövész számára a lefelé való kilövést. Néhány repülőgépnél egy további fedélzeti lövész számára egy negyedik géppuskát is elhelyeztek a pilóta és a bombakioldó közé. A G.III-nál landoláskor kifogásolt csekély oldalirányú stabilitást az alsó szárnyakon további csűrőlapok elhelyezésével javítottak. A G.III-hoz képest ezzel együtt is csak kis mértékben sikerült javítani a repülési teljesítményen.
1916 novemberében kapott a vagongyár egy 35 repülőgép legyártásáról szóló megrendelést, amit 1917 februárjában 50 gépre növeltek. További 100 darabot rendelt a repülőcsapatok felügyelete (Inspektion der Fliegertruppen - IdFlieg) az LVG-től (Luftverkehrsgesellschaft) és további 80 darabot a Siemens-Schuckert-Művektől. Az IdFlieg a licensz alapján gyártó üzemekkel a géptörzset erősebbre építtette. Mivel ettől a repülőgépek nehezebbek és egyben faroknehezebbek lettek, az LVG módosította a szárnyak hordfelületének elosztását, a Siemens-Schuckert ennek a problémának a kiküszöbölésére egy sor változtatást próbált eszközölni és a gépek egy részénél ehhez a tolólégcsavarokat húzólégcsavarokra cserélték. A Siemens egyik másik módosítása a Stoßfahrgestell volt, ami a motorgondolák alatt lévő kerekek kiegészítése volt egy újabb párral.
Mire az LVG és a Siemens-Schuckert az utolsó G.IV-eket legyártotta, azok már nem voltak alkalmasak a fronton való szolgálatra. Emiatt gyengébb teljesítményű Opel Argus As III vagy NAG C.III motorokat építettek beléjük, az anyaghiány miatt részben fakerekekkel látták el és iskolagépekként alkalmazták őket. A Siemens a későbbi gyártású G.V-ösnél az üzemanyagtartályokat már a géptörzsben helyezte el.

## Háborús alkalmazása

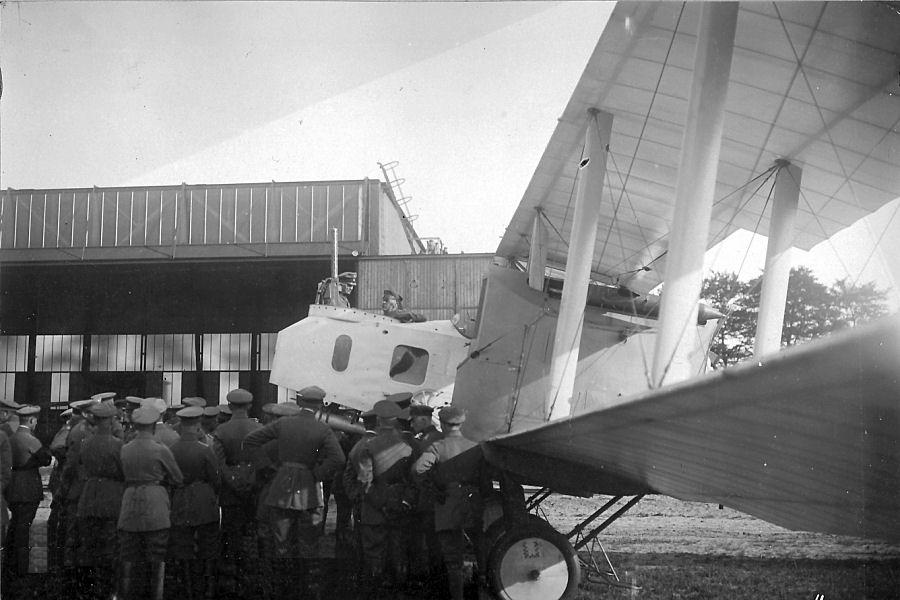
Erich Ludendorff tábornok megszemlél egy Gotha G.IV-et

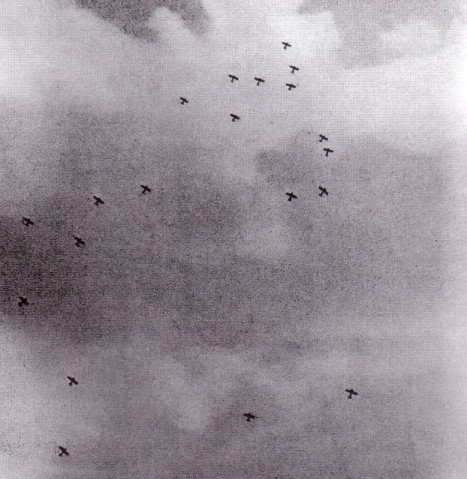
Egy Gotha G.IV-es kötelék London felett
(1917. július 7.)

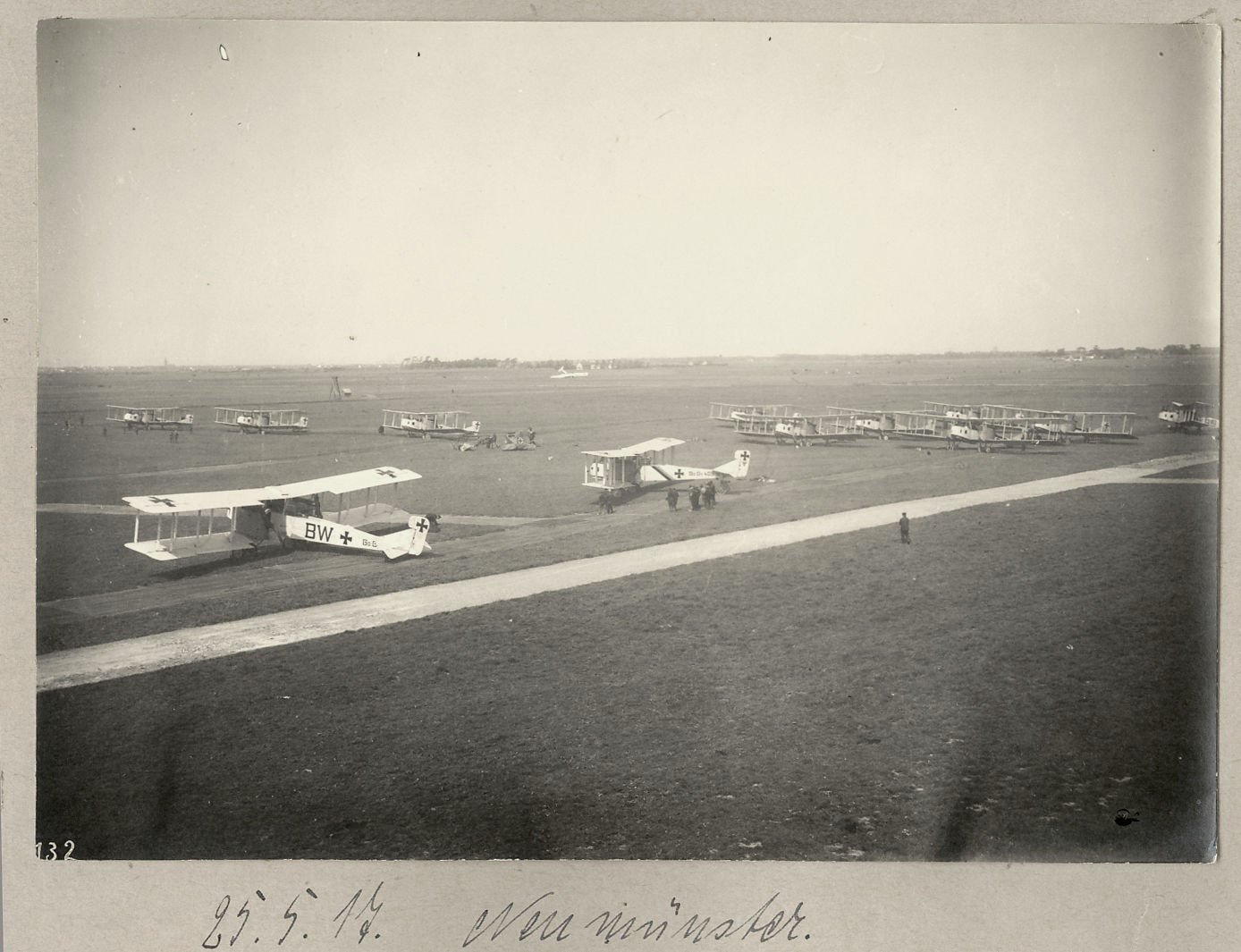
Gotha G.IV-esek a flandriai Gontrode repterén (1917. május 25.)

Az első Gotha G.IV-eseket 1917 márciusában a Kagohl 1 alakulat kapta meg, melyet röviddel ezután Bogohl 3-ra kereszteltek át és Englandgeschwaderként vált ezután ismertté. Ennek az ezrednek a századai repültek bevetéseket 1917 májusától a „Türkenkreuz” hadművelet keretében nappali, és 1917 szeptemberétől éjszakai stratégiai bevetéseket London és Dél-Anglia ellen miután a megerősödött védelem és az emiatti magas veszteségek nem tették már lehetővé a nappali bevetéseket. A nagy távolságú bevetésekhez póttartályokkal is ellátták őket. Kísérletképpen az egyik repülőgépet 20 mm-es Becker-ágyúval szerelték fel, hogy csatarepülőgépként alkalmazva földi célpontok leküzdésére vessék be.
Az LVG által gyártott Gotha G.IV-es széria 40 példányába osztrák gyártmányú 230 lóerős Hiero-motorokat építettek be és Schwarzlose-géppuskákkal szerelték fel őket, ezeket 1918 áprilisáig az osztrák-magyar légjáró csapatoknak szállították le 08. típusszéria-jelöléssel. 1918 áprilisától a Piave mentén vetették be őket a 101G, 102G és 103G repülőszázadok (Flik) kötelékében. 1917 októberében állt szolgálatban a legtöbb G.IV-es, szám szerint 50 darab. 1917 szeptemberétől az erősebb Gotha G.V váltotta, de a G.IV-esek egészen 1918 augusztusáig szolgálatban maradtak.

## A háború után
A háború után Németországnak a versailles-i békeszerződés alapján szét kellett bontania az összes Gotha-bombázóját. Egy 1917. augusztus 18-án a hollandiai Groningen mellett földre kényszerített G.IV-est repülőképes állapotba hoztak és Soesterbergben teszteket hajtottak végre vele. 1919-ben kiselejtezték.
Lengyel csapatok Posen mellett egy sérült G.IV-est találtak és kijavítása után 1920 áprilisától a 21. Eskadra Niszczycielska kötelékében harcba küldték a szovjetek ellen, 1920 nyarán alkatrészhiány miatt kényszerült a földre.

## Technikai adatok

Képgaléria
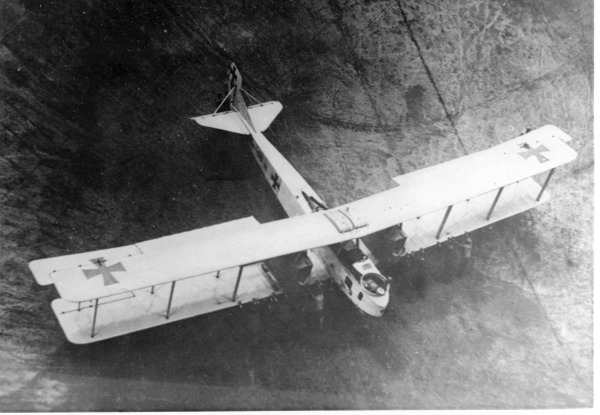
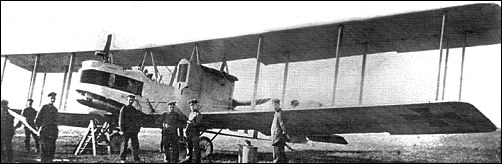
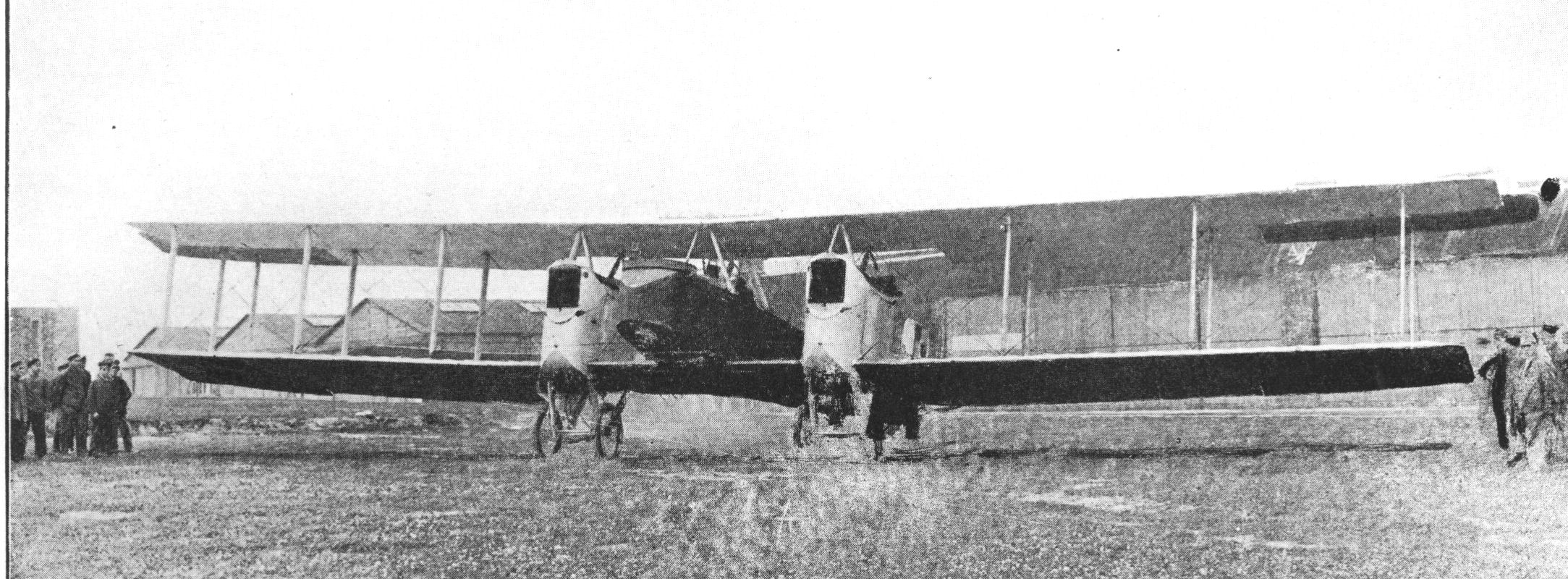
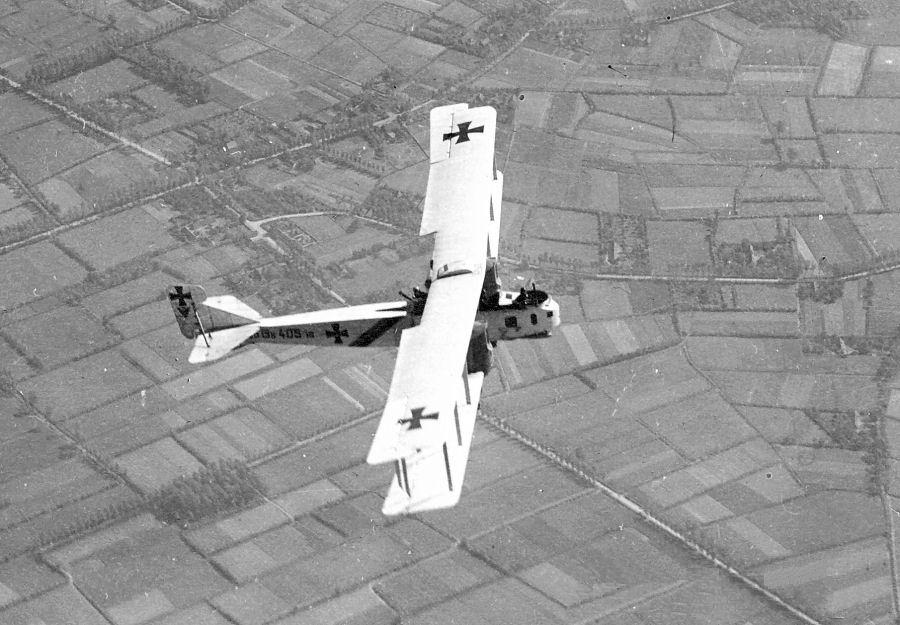
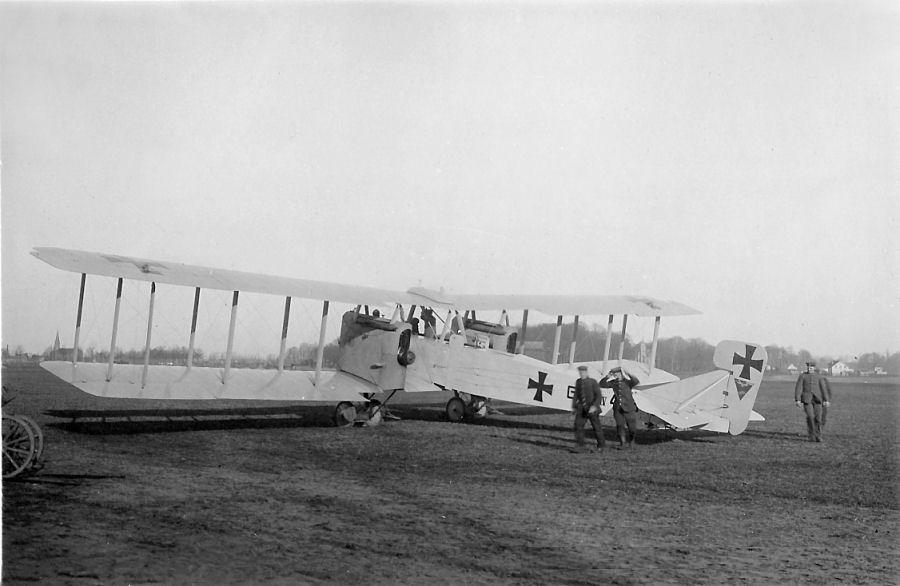
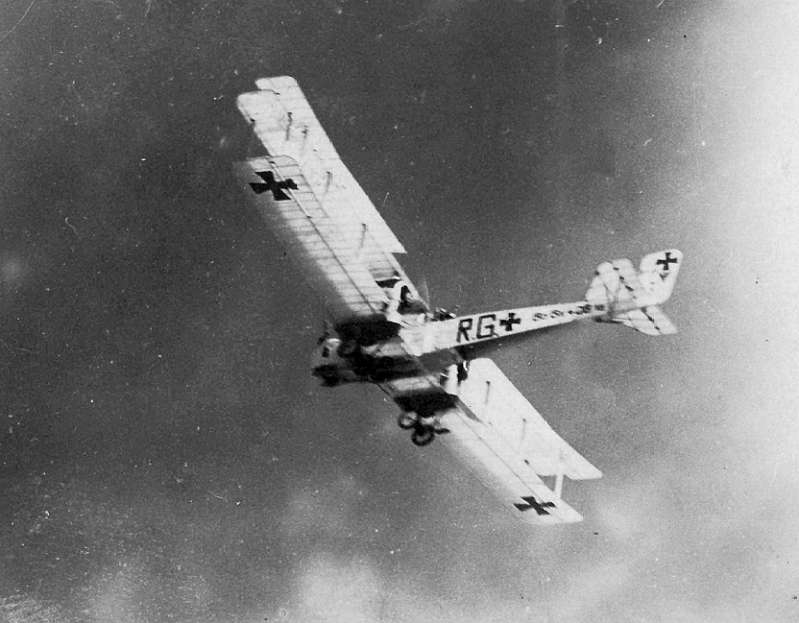

|                          | Adatok                                                                   |
| ------------------------ | ------------------------------------------------------------------------ |
| Legénység                | 3–4                                                                      |
| Hosszúság                | 12,40 m                                                                  |
| Szárnyfesztávolság       | 23,70 m                                                                  |
| Magasság                 | 3,85 m                                                                   |
| Szárnyfelület            | 89,50 m²                                                                 |
| Hasznos teher            | 1235 kg                                                                  |
| Súly (üresen)            | 2400 kg                                                                  |
| Maximális felszállósúly  | 3635 kg                                                                  |
| Csúcssebesség            | 140 km/h                                                                 |
| Szolgálati csúcsmagasság | 5000 m                                                                   |
| Hatótávolság             | 490 km                                                                   |
| Repülési időtartam       | 3:30 h                                                                   |
| Hajtóművek               | két darab vízhűtéses hathengeres sorosmotor Mercedes D IVa 2 × 260 lóerő |
| Fegyverzet               | 3–4 Parabellum MG 14 (7,92 mm), 500 kg bomba                             |

- Képgaléria

## Fordítás
- Ez a szócikk részben vagy egészben  a   Gotha G.IV című német Wikipédia-szócikk ezen változatának fordításán alapul.  Az eredeti cikk szerkesztőit annak laptörténete sorolja fel. Ez a jelzés csupán a megfogalmazás eredetét és a szerzői jogokat jelzi, nem szolgál a cikkben szereplő információk forrásmegjelöléseként.

## Linkek
- Fotók/Ismertető